# سو جونگ-وون
سو جونگ-وون (انگلیسی: Seo Jung-won؛ زادهٔ ۱۷ دسامبر ۱۹۷۰) بازیکن سابق و مربی فوتبال اهل کره جنوبی است.
از باشگاه‌هایی که در آن بازی کرده‌است می‌توان به باشگاه فوتبال ردبول زالتسبورگ، باشگاه فوتبال سئول، باشگاه فوتبال آستریا زالتسبورگ، باشگاه فوتبال استراسبورگ، باشگاه فوتبال رید، و باشگاه فوتبال سوون سامسونگ اشاره کرد.
وی همچنین در تیم‌های ملی فوتبال زیر ۲۳ سال کره جنوبی، و کره جنوبی بازی کرده‌است.
وی در مسابقات کشوری و بین‌المللی در مجموع برندهٔ ۱ مدال برنز شده‌است.